# Sepullia murrayi
Sepullia murrayi är en insektsart som först beskrevs av Leon Fairmaire och Victor Antoine Signoret 1858.  Sepullia murrayi ingår i släktet Sepullia och familjen spottstritar. Inga underarter finns listade i Catalogue of Life.